# Iron & Wine
Samuel "Sam" Ervin Beam, född 26 juli 1974 i Chapin, Lexington County, South Carolina, USA, känd under artistnamnet Iron & Wine, är en folkrock/indierocksångare och låtskrivare. Han har släppt flera album, EP och singlar. Dessutom har han släppt ett par album enbart för nedladdning. Beam växte upp i South Carolina, för att senare flytta till Florida och senare Austin, Texas. Sedan flyttade han med familjen till Durham, North Carolina.

## Musikalisk karriär
Iron & Wines första album, The Creek Drank the Cradle, spelades in i Beams hemmastudio med instrument som akustisk gitarr och banjo. Albumet har jämförts med artister som Nick Drake, Simon & Garfunkel, Neil Young, Elliott Smith och John Fahey. 
Beams andra album, Our Endless Numbered Days, spelades in 2004 i en professionell studio, och har därför en mer naturtrogen ljudåtergivning. Fokus låg även denna gång på ett akustiskt ljud, men på grund av ett band var med blev ljudet något annorlunda. Beam producerade samma år låten "The Trapeze Swinger" för filmen In Good Company. 
Det tredje fullängdsalbumet, The Shepherd's Dog, släpptes 25 september 2007. Medverkande musiker på albumet var bland annat Joey Burns och Paul Niehaus från Calexico och jazzmusikerna Matt Lux och Rob Burger. När tidningen The Independent bad Beam beskriva albumet, anmärkte han att skivan inte är en politisk propaganda, men att den definitivt är inspirerad av politisk förvirring eftersom han blev väldigt förvånad när George W. Bush blev omvald.
Samlingsalbumet Around the Well, innehållande b-sidor och tidigare outgivna låtar, gavs ut 2009. Nästa album med nytt material, Kiss Each Other Clean, kom 2011 och gavs ut på Warner Bros. Records.

## Diskografi

### Album
- The Creek Drank the Cradle (2002)
- Our Endless Numbered Days (2004)
- The Shepherd's Dog (2007)
- Around the Well (2009)
- Kiss Each Other Clean (2011)
- Ghost on Ghost (2013)
- Beast Epic (2017)[8]

### EP
- Iron & Wine Tour EP (2002)
- The Sea & the Rhythm (2003)
- Iron & Wine iTunes Exclusive EP (2004)
- Woman King (2005)
- In the Reins (med Calexico) (2005)
- Live Session (iTunes Exclusive) EP (2006)